# فيصل سليم التلاوي
فيصل سليم التلاوي (ولد في تِلّ في 1 حزيران 1948 في تل)، شاعر و قاص و روائي أردني فلسطيني، نشر روايتين وعدة مجموعات قصصية ودواوين شعر، يقيم في عمان في الأردن.

## حياته
ولد في 1 حزيران 1948 في قرية تل بالقرب من نابلس، وتلقى فيها تعليمه الابتدائي والإعدادي، وأنهى الثانوية العامة في مدرسة الجاحظ في نابلس عام 1966. حصل على درجة البكالوريوس في الآداب من قسم اللغة العربية و آدابها بكلية الآداب بجامعة بغداد عام 1970، وعمل لمدة 38 عاما في التدريس في المدارس الثانوية في الجزائر وليبيا والسعودية والأردن . يقيم اليوم في العاصمة الأردنية عمّان.

## من إصداراته
- أوراق مسافر (شعر)، مركز الحضارة العربية، القاهرة عام 1998
- يوميات عابر سبيل (قصص قصيرة) عن مركز الحضارة العربية بالقاهرة عام 1999
- على مفترق اليقظة والحلم (شعر) عن مركز الحضارة العربية بالقاهرة عام 2001
- الِبلاد طلبت اهلها (قصص قصيرة) عن مركز الحضارة العربية بالقاهرة عام 2001
- النعاس يغشى المدينة (قصص قصيرة) عن مركز الحضارة العربية بالقاهرة عام 2007
- وكر الزنابير (عش الدبابير) (رواية) عن مركز الحضارة العربية بالقاهرة عام 2007
- من يعلق الجرس (رواية) عن مركز الحضارة العربية بالقاهرة عام 2009
- العقل في الكف (مقالات) عن مركز الحضارة العربية بالقاهرة عام 2010
- سوانح شاردة في اللغة والأدب (مقالات)، مركز الحضارة العربية - القاهرة 2015
- حديقة بلا سياج (قصص قصيرة)، مركز الحضارة العربية - القاهرة 2015
- موطئ للقدم زلة للقدم (شعر)، دار كتابات جديدة للنشر الإلكتروني :ط1، يونيو 2016